# Liorhina transpuncta
Liorhina transpuncta är en insektsart som beskrevs av Hamilton 1980. Liorhina transpuncta ingår i släktet Liorhina och familjen spottstritar. Inga underarter finns listade i Catalogue of Life.